# 7 juin 1996
Le vendredi 7 juin 1996 est le 159e jour de l'année 1996.

## Naissances
- Christian McCaffrey, joueur américain de football américain
- Gaëtan Perrin, footballeur français
- Godfred Donsah, joueur de football ghanéen
- Hamza Sakhi, footballeur franco-marocain
- Jarrell Brantley, joueur de basket-ball américain
- Kurt-Lee Arendse, joueur de rugby à XV sud-africain
- Noah Rod, joueur de hockey sur glace suisse
- Ryosuke Shindo, joueur de football japonais
- Tarik Moree, acteur néerlandais

## Décès
- Gholam-Hossein Naghshineh (né en 1908), acteur iranien
- Jean-Pierre Pradervand (né le 23 novembre 1908), politicien suisse
- Kudirat Abiola (née en 1951), activiste nigériane
- Saul David (né le 27 juin 1921), producteur de cinéma américain
- Siti Rukiah (née le 25 avril 1927), femme de lettres indonésienne

## Événements
- Découverte des astéroïdes (55838) Hagongda et (7145) Linzexu
- Sortie de l'album Dreamland de Robert Miles
- Création du club espagnol Fundació Esportiva Figueres
- Sortie de la chanson du DJ et producteur américain Junior Vasquez : If Madonna Calls
- Sortie du film Rock